# Sara Canning
 (février 2011).
Si vous disposez d'ouvrages ou d'articles de référence ou si vous connaissez des sites web de qualité traitant du thème abordé ici, merci de compléter l'article en donnant les références utiles à sa vérifiabilité et en les liant à la section « Notes et références ».
Pour les articles homonymes, voir Canning.
Sara Canning est une actrice canadienne née le 14 juillet 1987 à Gander, Terre-Neuve-et-Labrador, Canada. 
Elle apparaît dans la série télévisée de la chaîne CW Vampire Diaries en tant que Jenna Sommers.

## Biographie

### Enfance et formation
Sara Canning est la fille de Wayne et Daphne Canning et a grandi à Sherwood Park, près d'Edmonton, Alberta. Elle  participe à de nombreuses compétitions de patinage artistique durant son enfance et son adolescence, avant de se tourner vers le théâtre lors de ses études à F.R. Haythorne Junior High. Elle participe à de nombreuses productions théâtrales au cours de ses études à la Bev Facey Community High School, y compris dans sa ville natale. 
Sara Canning fait ses débuts en tant qu'actrice professionnelle dans l'adaptation du roman 1984 de George Orwell au Citadel Theatre d'Edmonton à l'âge de 18 ans. Elle commence ensuite des études de beaux-arts à l'Université d'Alberta, tout en entretenant une passion pour le journalisme. Tout en continuant de jouer, Sara Canning quitte l'université et déménage à Vancouver à 19 ans pour continuer sa carrière en tant qu'actrice. Elle est ensuite diplômée après un an d'études de la Vancouver Film School.

### Carrière

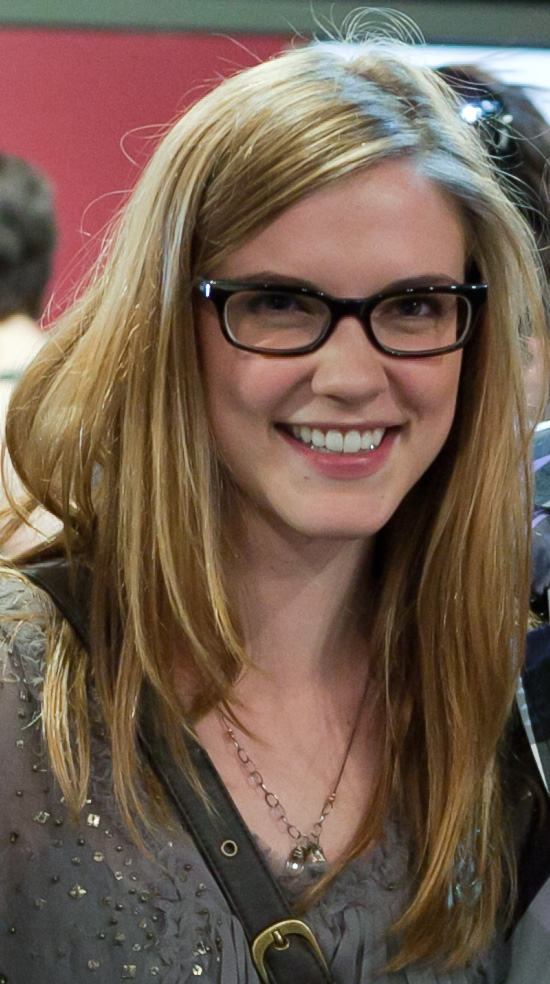
Sara Canning en 2011.

Après s'être trouvée un agent, Sara Canning commence à jouer dans des séries télévisées et téléfilms produits à Vancouver. Elle travaille en parallèle dans un restaurant, aménageant ses horaires en fonction de ses films. Son premier rôle est celui de Nicky Hilton dans La Princesse aux paparazzis. En 2009, elle apparait dans les séries Smallville et Kyle XY ; elle joue ensuite dans le téléfilm inspiré de faits réels Le Courage au cœur avec James Van Der Beek.
Elle tourne ensuite dans le pilote de la série de la CW, Vampire Diaries. Par ailleurs, elle joue Maggie McGregor dans Black Field, réalisé par Danishka Esterhazy, un téléfilm dramatique tourné en 20 jours en mai 2009 près de Tyndall, Manitoba, Canada. L'avant première du film a lieu au Festival International de Vancouver en 2009. Trois semaines plus tard, Vampire Diaries est retenu comme série télévisée.
Elle joue donc dans Vampire Diaries dans le rôle de Jenna Sommers, la tante et protectrice d'Elena Gilbert (Nina Dobrev) et de son jeune frère Jeremy Steven R. McQueen. Comme elle a à peu près le même âge qu'eux, les maquilleurs et stylistes l'ont rendu plus vieille qu'elle n'est en réalité. Elle abandonne également son accent canadien pour le rôle. Elle apparaît lors de la seconde saison de Vampire Diaries de 2010 à 2011, mais son personnage est tué dans l'épisode Le soleil se couche.
Elle enchaîna ensuite divers rôles dans un film noir (Hunt), un film d'horreur canadien (Blitzed) où elle tient le rôle principal, un western (Graystone Holt) et une comédie romantique (Mariée ou presque), sortie en 2013.
Sara Canning joue avec Niall Matter dans Les Portes du temps : Un nouveau monde, le spin-off canadien de la série télévisée de science-fiction Nick Cutter et les Portes du temps.

### Vie privée
Le 14 juillet 2008, le jour de ses 21 ans, Sara Canning épouse l'homme d'affaires canadien Michael Chase Morris (30 novembre 1974 - 1er janvier 2011), son compagnon depuis deux ans. Son mari meurt le 1er janvier 2011, à l'âge de 36 ans.

## Filmographie

### Séries télévisées
- 2008 : Smallville : Kat, l'assistante de Tess (2 épisodes)
- 2009 : Kyle XY : Redhead
- 2009-2017 : Vampire Diaries : Jenna Sommers (46 épisodes)
- 2012 : Supernatural : Lydia (saison 7, épisode 13)
- 2012-2013 : Les Portes du temps : Un nouveau monde : Dylan Weir (13 épisodes)
- 2013 : King and Maxwell : Claire Culpepper
- 2013 - 2014 : Republic of Doyle : Jessica Dwyer
- 2014 : Hell on Wheels : L'Enfer de l'Ouest : Charlotte Royce
- 2014 - 2015: Remedy : Melissa Conner (20 épisodes)
- 2016 : Motive : Tracy Blaine
- 2017-2018 : Les Désastreuses Aventures des orphelins Baudelaire : Jacquelyn Scieszka (10 épisodes)
- 2017 : Android Employed : Sophia
- 2018 : Once Upon a Time : Gretel (saison 7, épisode 15)
- 2018 : Van Helsing : Carter / Polly Miller (saison 3, épisode 11)
- 2019 : Wu Assassins : Alana (saison 1, épisode 6)
- 2019 : Hospital Show (mini web-série) : Charlie
- 2019 : Nancy Drew : Katherine Drew (5 épisodes)
- 2021 : Big Sky : Rachel Westergaard (saison 1, épisode 8 et 9)
- 2021 : 9-1-1 : Sheila (saison 4, épisode 13)
- 2023 : The Irrationnal : Elise Bowen (saison 1, épisode 1)

### Cinéma
- 2008 : La Castagne 3 : Y a-t-il un joueur pour sauver la junior league ? : Hope
- 2009 : Black Field : Maggie McGregor
- 2013 : Mariée ou presque : Audrey Ryan
- 2013 : The Right Kind of Wrong : Colette
- 2014 : I Put a Hit on You : Harper
- 2015 : Eadweard : Flora
- 2016 : On the Farm : Sinead McLeod
- 2016 : Hello Destroyer : Wendy Davis
- 2017 : La Planète des singes : Suprématie de Matt Reeves : Lake
- 2017 : Welcome to Nowhere : Blake
- 2017 : Prodigals : Jen
- 2018 : Level 16 : Miss Brixil
- 2018 : A.R.C.H.I.E. 2 : Lara
- 2019 : Z : Jenna
- 2022 : Influencer : Jessica

### Téléfilms
- 2008 : La Princesse aux paparazzis : Nikki Hilton
- 2009 : Le Courage au cœur : Anne Sluti
- 2009 : Danse avec moi : Andrea Merriman
- 2009 : Dark Skies : Jenny
- 2012 : Insoupçonnable : Beth Williams
- 2012 : Hannah's Law : Hannah Beaumont
- 2013 : La Boutique des secrets : Hannah
- 2019 : Sous les lumières de Noël : Hazel Desmond
- 2020 : Un Enfant kidnappé chez les Amish : Annie Becker
- 2020 : Sous le charme de Noël : Caroline Williams
- 2023 : En couple pour Noël : Tiffany Williams

## Voix françaises
En France, Barbara Beretta est la voix française régulière de Sara Canning.

### En France
| - Barbara Beretta dans : - Vampire Diaries (série télévisée) - Insoupçonnable (téléfilm) - Supernatural (série télévisée) - Hannah's Law (téléfilm) - Mariée ou presque - King and Maxwell (série télévisée) - Mystère à Glenwood - Remedy (série télévisée) - Motive (série télévisée) - Les Désastreuses Aventures des orphelins Baudelaire (série télévisée) - Take Two, enquêtes en duo (série télévisée) - Nancy Drew (série télévisée) - Sous le charme de Noël (téléfilm) | - Jessica Barrier dans Smallville (série télévisée) - Hélène Bizot dans Pluie acide (téléfilm) - Ludivine Maffren dans Le Courage au cœur (téléfilm) - France Renard dans Les Portes du temps : Un nouveau monde (série télévisée) - Amandine Vincent dans Level 16 - Capucine Lespinas dans Un enfant kidnappé chez les Amish - Dorothée Pousséo dans Big Sky (série télévisée) |

## Distinctions

### Récompenses
- 2015 : Leo Awards de la Meilleure actrice dans une série dramatique pour Remedy

### Nominations
- 2018 : Leo Awards de la Meilleure actrice dans un film pour Prodigals
- 2017 : Leo Awards de la Meilleure actrice invitée dans une série dramatique pour Les Désastreuses Aventures des orphelins Baudelaire
- 2016 : Leo Awards de la Meilleure actrice dans une série dramatique pour Life in Technicolour
- 2015 : Leo Awards de la Meilleure actrice invitée dans une série dramatique pour Hell on Wheels
- 2012 : Leo Awards de la Meilleure actrice dans une comédie dramatique pour Hannah's Law[3]